# 抚琴街道
抚琴街道，是中华人民共和国四川省成都市金牛区下辖的一个乡镇级行政单位。

## 行政区划
抚琴街道下辖以下地区：
抚琴西北街社区、西南街社区、金鱼街社区、金琴路社区、圃园路社区、铁路新村社区、金沙路社区和光荣小区社区。